# Кобни прсти
Кобни прсти је детективски роман британске списатељице Агате Кристи први пут објављен у САД од стране издавачке куће "Dodd, Mead and Company" у јулу 1942. и у Великој Британији од стране издавачке куће "Collins Crime Club" у јуну 1943. Америчко издање је било продавано по цени од 2 долара, и британски по цени од седам шилинга и шест пенија.
Брат и сестра Бартон стижу у мали град (или село) Лимсток у Девону и убрзо добијају анонимно писмо у којем их оптужују да су љубавници, а не брат и сестра. Нису они једини у селу који добијају таква писма. Једна угледна становница пронађена је мртва са једним таквим писмом поред себе. Овај роман приказује старију детективку госпођицу Марпл у местимично мањој улози, „малу старицу детективку која изгледа не ради много“. Она улази у причу у последњој четвртини књиге, у неколико призора, пошто полиција није успела да реши злочин.
Роман је наишао на добар пријем када је објављен: „Агата Кристи је поново у томе, подиже поклопац са делфинијума и плете гримизну основу по целом пастелном пафу“. Један рецензент је приметио да госпођица Марпл „поставља позорницу за последње разоткривање убице“. Други је рекао да је ово „један од ретких случајева када Кристијева даје кратку меру и ништа горе од тога“. Мушки приповедач је био и хваљен и блаћен.

## Наслов
Књига је добила име по катрену 51 превода Едварда Фицџералда дела "Рубаит" Омара Хајама:
Кобни прст пише и написавши,
Крену даље: не сва твоја побожност ни духовитост
Намамићу га назад да откаже пола реда,
Нити све твоје Сузе испирају Реч од тога.
Песма се, заузврат, односи на Балтазарову гозбу како је описано у Књизи пророка Данила одакле потиче израз натпис на зиду.
Наслов приказује у причи фигуративно и дословно. Анонимна писма указују на кривицу од једног становника града до другог. Агент Скотланд Јарда утврђује да је све коверте „неко откуцао једним прстом“ како би се избегао препознатљив „додир“.

## Радња
Џери и Џоана Бартон, брат и сестра из Лондона, смештају се у кућу у власништву госпођице Бартон у близини мирног града Лимстока за последњу фазу Џеријевог опоравка од повреда задобијених у ваздухопловној несрећи. Убрзо након што су се уселили и упознали своје суседе, они добијају анонимно писмо у којем се лажно оптужују да су љубавници, а не брат и сестра.
Бартонови брзо сазнају да су таква отровна писма примали и многи други у граду. Упркос писмима која садрже лажне оптужбе, многи у граду су прилично узнемирени због њих и страхују од нечег горег. Госпођа Симингтон, жена месног заступника, пронађена је мртва пошто је примила писмо у којем се наводи да њен муж господин Дик Симингтон није отац њиховог другог сина. Њено тело је откривено са писмом, чашом која садржи калијум цијанид и поцепаним парчетом папира на коме пише: „Не могу даље“.
Док истрага утврђује да је њена смрт самоубиство, полиција почиње лов на анонимног писца писма. Њена ћерка из претходног брака, Меган Хантер, неспретна, мршава двадесетогодишњакиња, остаје са Бартоновима неколико дана пошто је изгубила мајку.
Домаћица Бартонових Партриџ добија позив од служавке Симингтонових Агнес која је избезумљена и тражи савет. Агнес не стиже на њихов планирани састанак нити је пронађена код Симингтонових када је Џери звао увече да је провери. Следећег дана, њено тело у орману испод степеништа открива Меган Хантер.
Из Скотланд Јарда стиже истражитељ да истражи убиство. Он закључује да је писац и убица средовечна жена међу угледним грађанима Лимстока. Напредак у истрази убиства је споро текао све док супруга попадија Дејн Калтроп није позвала госпођицу Џејн Марпл да изврши истрагу. Џери јој је пренео многе трагове из својих запажања и рекао јој неке од својих замисли о томе зашто је Агнес убијена. У међувремену, гувернанта Симингтонове деце Елси Холанд прима писмо. Полиција посматра лекареву сестру Ејми Грифит како куца адресу на истој писаћој машини која је коришћена за сва претходна писма и хапси је због писма.
Док је ишао у Лондон да код свог лекара, Џери је нагло повео Меган са собом и одвео је код Џоанине кројачице на потпуно преображење. Он схвата да се заљубио у њу. Када су се вратили у Лимсток, Џери је запросио Меган, али га је она одбила. Он је тражио од господина Симингтона дозволу да ожени Меган. Госпођица Марпл је посаветовала Џерија да пусти Меган на један дан јер она има задатак.
Меган уцењује свог очуха касније те вечери, указујући да има доказе о његовој кривици за убиство њене мајке. Господин Симингтон јој хладнокрвно плаћа почетну рату, али не признаје своју кривицу. Касније увече, након што је Меган дао лек за спавање, он је покушао да је убије стављајући јој главу у рерну на плин. Џери и полиција га чекају на препоруку госпође Марпл. Џери спашава Меган и Симингтон признаје. Полиција га хапси због убиства Агнес и своје жене.
Госпођица Марпл, познавајући људску природу, открива да је све време знала да су писма била одвраћање пажње, а да их није написала мештанка јер ниједно није садржало истините оптужбе - нешто о чему би мештани сигурно оговарали. Само једна особа је имала користи од смрти госпође Симингтон: њен муж. Он се заљубио у прелепу Елси Холанд, желећи њу и своје синове у свом животу. Планирајући убиство своје жене, моделирао је писма по узору на она у случају који му је био познат из заступничке праксе. Полицијско објашњење о томе ко их је написао била је потпуно погрешна. Једино писмо које Симингтон није написао било је оно Елси. То је написала Еме Грифит која је годинама била заљубљена у Симингтона. Знајући да ће бити тешко доказати његову кривицу, госпођица Марпл је смислила план да га разоткрије,
Након успешног завршетка истраге, Меган схвата да заиста воли Џерија. Џери им купује кућу госпођице Бартон. Његова сестра Џоана се удаје за месног лекара и остаје у Лимстоку. У међувремену, Емили Бартон и Ејми Грифит заједно одлазе на крстарење.

## Ликови
- Џери Бартон: пилот који је повређен у ваздухопловној несрећи. После дугог боравка у болницама, он тражи мирно место за последњу фазу излечења. Он приповеда причу.
- Џоана Бартон: Џеријева сестра, пет година млађа, која прати свог брата у Лимсток из њиховог уобичајеног дома у Лондону.
- Госпођица Емили Бартон: најмлађа ћерка велике и богате породице сестара, сада у шездесетим. Она поседује кућу по имену "Мали Фурз" коју изнајмљује Бартоновима. Као и многи у Лимстоку, она је добила писмо отровне оловке, али не жели то да призна.
- Флоренс Елфорд: бивша собарица породице Бартон, сада удата, која позива Емили Бартон да остане са њом док она изнајмљује "Мали Фурз" Бартоновима.
- Партриџ: собарица у "Малом фурзу", која пристаје да остане за Бартонове. Она је обучила Агнес.
- Беатрис Бејкер: собарица у "Малом фурзу" која напушта службу када је примила анонимно писмо.
- Госпођа Бејкер: Беатрисина мајка која тражи помоћ од Џерија када је Беатрисин младић добио писмо у коме Беатрис оптужује да се виђа са другим мушкарцем, што није тачно.
- Др Овен Грифит: месни лекар у Лимстоку који се заљубио у Џоану Бартон.
- Ејми Грифит: Овенова сестра, која живи са њим у Лимстоку, активна је у граду и протеклих година се заљубила у Симингтона.
- Инспектор Грејвс: стручњак за писма отровним оловкама из Скотланд Јарда.
- Надзорник Неш: управник окружног ОИЗ-а.
- Елси Холанд: прелепа дадиља Симингтонове деце. Џерија Бартона, кога је у почетку привукла, одбија квалитет њеног гласа, али господин Симингтон види само њену лепоту.
- Госпођица Џејн Марпл: проницљива судија људске природе и становница села Свете Мери Мид и пријатељица госпође Дејн Калтроп која ју је ангажовала да помогне у истрази.
- Господин Дик Симингтон: заступник из Лимстокуа, други Монин муж, отац два млада сина и очух Меган Хантер.
- Госпођа Мона Симингтон: Меганина мајка. Она је прва жртва убиства, иако је њено убиство изгледало као самоубиство, заваравајући полицију дуго времена.
- Меган Хантер: девојка од 20 година, годину дана кући из интерната, будала, обично стидљива, али пријатна са Џеријем и Џоаном Бартон. Она цвета под њиховом пажњом. Она храбро предузима ризичан трик по налогу госпођице Марпл, разоткривајући убицу.
- Агнес Водел: кућна помоћница у дому Симингтонових која је друга жртва убиства.
- Роуз: куварица Симингтонових; превише говори и дат је драматици.
- Госпођица Гинч: Симингтонова службеница која је дала отказ након што је добила писмо отровном оловком, Џери Бартон примећује да изгледа да ужива у добијању писма отровном оловком.
- Пречасни Кејлеб Дејн Калтроп: месни свештеник, академик у свом стилу, дат латинским цитатима, који нико други око њега не разуме.
- Госпођа Мод Дејн Калтроп: попадија која покушава да припази на људе. Она је позвала своју пријатељицу госпођицу Марпл у помоћ када се стање у граду погоршало између убистава и писама отровним оловком.
- Господин Пај: становник Лимстока који ужива у бруци изазваној писмима отровне оловке. Он сакупља антиквитете, а суседи га описују као женственог.
- Пуковник Еплтон: становник Комбекра, села око 19 километара од Лимстока. Заинтригирала га Џоана Бартон и диви се лепој Елси Холанд.
- Госпођа Клит: жена која живи у Лимстоку, описана као месна вештица. Она је прва особа коју грађани сматрају писцем писама отровним пером, али се испоставило да уопште нема везе са писмима.

## Књижевни значај и пријем
Морис Вилсон Дишер из часописа Књижевни додатак Времена 19. јуна 1943. био је углавном позитиван, почевши: „Изван сваке сумње загонетка у Кобним прстима је погодна за стручњаке" и наставља: "Ауторка је великодушна са својим траговима. Свако би требало да може да прочита њену тајну са пола ока – ако се друга и по не стане на пут. Ретко је постојала детективска прича која би могла да изазове епидемију самопопуштања." Међутим, изражене су неке резерве: "Пошто је потрошила толико енергије на своју загонетку, ауторка се не може у потпуности кривити што је занемарила другу страну своје приче. Било би боље да је Џери Бартон, који то говори, веродостојнији. Он је ваздухопловац који се срушио и хода уз помоћ два штапа. То што треба муњевито да се опорави је добро, али зашто би се, између јуришања доле по двоје и гурања девојке у железнички вагон великом снагом, жалио да на бол док вози кола? И зашто, Да ли принцеза Ида размишља у овом стилу: „Чај је био у порцелану и укусан и било је тањира сендвича и танког хлеба и путера и количине малих колача“? Не помаже веродостојности ни то што би заплакана млада жена постала елегантна лепотица за мање од једног дана.“
Морис Ричардсон из часописа Посматрач је написао: „Атмосфера вечног благостања после доручка, забаве у сеоском граду где нико није баш онакав какав изгледа, тешко погнуте ћерке са пажљиво прикривеним колским шармом, луде уседелице, наравно и заступници прељубници. Агата Кристи је поново у томе, подиже поклопац са делфинијума и плете гримизну основу по целом пастелном пафу." И закључио је: „Вероватно ћете назвати двоструким блефом госпође Кристи, али ово ће само повећати ваше задовољство.
Неименовани рецензент часописа Дневна звезда Торонта 7. новембра 1942. рекао је: „Кобни прсти на корицама има слику прста који указује на једног осумњиченог за другог и тако је то са читаоцем као поглавље за поглављем загонетке. То није једна од [Кристиних] прича о њеном познатом француском детективу Херкулу Поароу који уместо тога има госпођицу Марпл, малу старицу трагалицу која изгледа не ради много, али која поставља позорницу за коначно разоткривање убице“.
Писац и критичар Роберт Барнард написао је „кобни прсти у Мејхем Парви које неизбежно води до убиства. Добар и разнолик списак учесника, мало хумора и јаче него обично романтично занимање типа ружно паче у лабуда. Један од ретких пута да Кристијева даје кратку меру, а ништа горе од тога."
У "Бингу!" чланак часописа Недељна забава од децембра 2014. до јануара 2015. године, писци су изабрали Кобне прсте као омиљени од Кристијеве на списку „Девет великих Кристиних романа“.

## Прилагођавања

### Телевизија
Роман Кобни прсти је први пут екранизован за ББЦ са Џоан Хиксон у серији Госпођица Марпл. Први пут је емитован 2. и 22. фебруара 1985. Екранизација је генерално верна роману осим што су спојени ликови Агнес и Беатрис и што је госпођица Марпл уведена у причу много раније него у роману.
Друга телевизијска екранизација је направљена са Џералдин Мекјуан као Марпловој истоименој ТВ серији и снимљена је у Чиламу у Кенту. Први пут је емитована 12. фебруара 2006. У овој екранизацији је измењена Џеријева личност. Радња је смештена нешто касније од радње романа по осврту на епизоду: „Госпођица Марпл, посматрајући трагичне ефекте ових порука на односе и углед, практично је у другом плану у овој причи, пажљиво посматрајући као нихилистички младић (Џејмс Д'Арси) излази из своје циничне алкохолне измаглице да истражи извор толике беде." и „смештена је убрзо после Другог светског рата“.
Трећа екранизација настала је као део француске телевизијске серије Мала убиства Агате Кристи. Епизода је емитована 2009.
Четврта екранизација је развијена у Кореји као део телевизијске серије из 2018. Госпођа Ма, Немезис.

### Радио
Радио драма емитована је на ББЦ Радију 4 у мају 2001. у термину Суботње драме са Џун Витфилд у улози госпођице Марпл.